# Сонома (Калифорнија)
Сонома (енгл. Sonoma) град је у америчкој савезној држави Калифорнија. По попису становништва из 2010. у њему је живело 10.648 становника.

## Демографија
Према попису становништва из 2010. у граду је живело 10.648 становника, што је 1.520 (16,7%) становника више него 2000. године.
| Група             | 2000.         | 2010.         |
| Белци             | 8.141 (89,2%) | 8.430 (79,2%) |
| Афроамериканци    | 33 (0,4%)     | 52 (0,5%)     |
| Азијати           | 155 (1,7%)    | 300 (2,8%)    |
| Хиспаноамериканци | 625 (6,8%)    | 1.634 (15,3%) |
| Укупно            | 9.128         | 10.648        |

## Партнерски градови
- Шамбол Мизињи
- Греве ин Кјанти
- Penglai
- Асуан
- Канив